# لغزش مهره
در پزشکی، به رانده شدن یک مهرهٔ به طرف جلو بر روی مهرهٔ زیرین لغزش مُهره، مهره‌رانش یا اسپوندیلولیستزیس (به انگلیسی: Spondylolisthesis) می‌گویند.
مهره‌رانش که باعث درد می‌شود در سال ۱۷۸۲ میلادی توسط مامای بلژیکی به نام دکتر هربیناکس شناخته شد.

این جابجایی در فقرات کمری بین مهره هایL4-L۵ و L5-S۱ شیوع بیشتری دارد. گاهی به دلیل ضعف استخوان در پیری، سرطان و حرکت شدید ورزشی اتفاق می‌افتد.

حدود ۴ تا ۵ درصد مردم مبتلا به این بیماری هستند.
لغزش مهره چهار درجه دارد. درجه چهار شدیدترین حالت می‌باشد و نیاز به عمل جراحی دارد. شایع‌ترین حالت لیزخوردگی در ستون فقرات، حرکت مهره پنجم کمر(L5) بر روی مهره خاجی یا ساکروم (S1) می‌باشد.
عواملی چون فشار شدید، شکستگی‌ها، تومورها، برخی از عوامل مادرزادی یا تغییرات تخریبی در ناحیه پشتی مهره‌ها می‌توانند باعث بروز این حالت شوند. لیزخوردگی‌ها به خصوص درجات شدید آن باعث فشار به عناصر عصبی نخاع می‌گردند. درجات پایین لیزخوردگی به درمان محافظه‌کارانه جواب می‌دهد و فیزیوتراپی در این زمینه مؤثر است. انجام تمریناتی که باعث افزایش ثبات ستون فقرات می‌گردند و تحت عنوان تمرینات ثبات‌دهنده معروف اند با توجه به وضعیت بیماربسیار کمک‌کننده می‌باشند. هدف اصلی از انجام این گونه تمرینات، تقویت عضلات عمقی ستون فقرات می‌باشد که نوع تمرینات و شدت آن از طریق فیزیوتراپیست کنترل می‌شود.

## انواع
- مهره‌رانش دُش‌ساخت (dysplastic spondylolisthesis) مهره‌رانشی که بر اثر ناهنجاری‌های مادرزاد در بالای مهرهٔ خاجی ایجاد می‌شود.
- مهره‌رانش ضربه‌ای (traumatic spondylolisthesis) مهره‌رانشی که بر اثر ضربه یا شکستگی در مهره‌های کمری یا خاجی ایجاد می‌شود.
- مهره‌رانش آسیب‌زاد (pathologic spondylolisthesis) مهره‌رانشی که بر اثر بروز بیماری استخوانی یا تودینه یا جراحی ایجاد شده باشد.
- مهره‌رانش باریکه‌ای (isthmic spondylolisthesis) مهره‌رانشی بر اثر ضایعه در بخش‌های بین‌مفصلی کمری.
- مهره‌رانش تباهی‌زاد (degenerative spondylolisthesis) مهره‌رانشی که بر اثر تخریب مفصل ایجاد می‌شود.[۱]